# Aleksandr Dediușko
Aleksandr Dediușko (în rusă Александр Викторович Дедюшко, în belarusă Аляксандр Віктаравіч Дзядзюшка, n. 20 mai 1962 – d. 3 noiembrie 2007) a fost un actor rus. Cel mai bine cunoscut pentru drame de război și versiunea rusă a "Dancing with the Stars".
Dediușko a murit, împreună cu soția și fiul, într-un accident de mașină în 3 noiembrie 2007, în Petușki, regiunea Vladimir, Rusia. Se pare că mașina lor a derapat pe un drum acoperit de gheață.

## Filmografie
- Taras Bulba (2009)